# Johanniterkommende Hohenrain

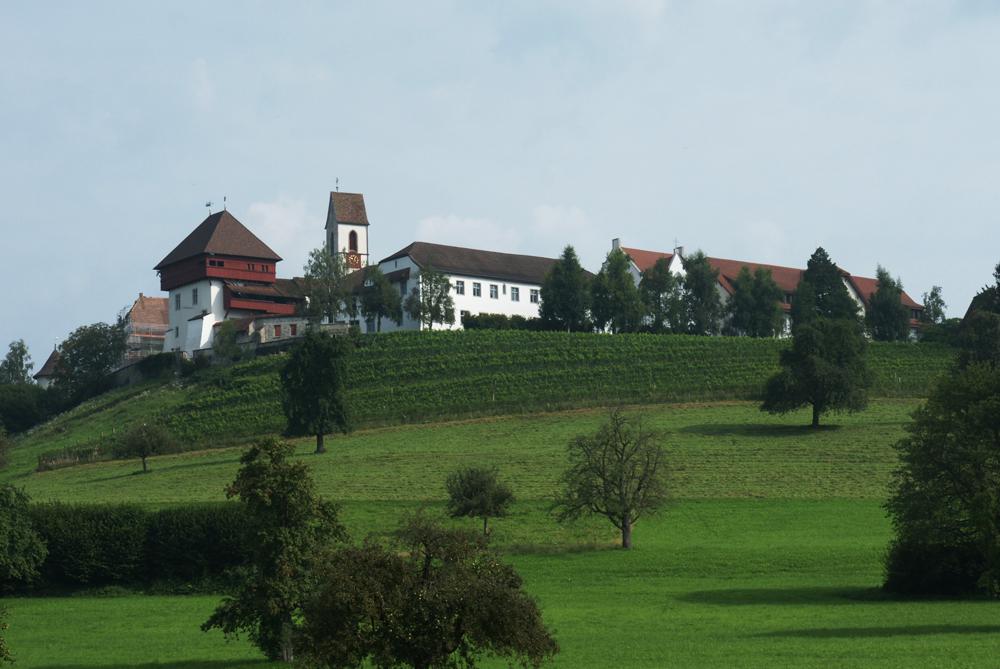
Johanniterkommende Hohenrain

Die ehemalige Kommende Hohenrain des Ordens vom Hospital des Heiligen Johannes zu Jerusalem (Johanniter) in der Gemeinde Hohenrain im Kanton Luzern war eine der ältesten Niederlassungen der Johanniter auf dem Gebiet der heutigen Schweiz.
Von der 1182/83 erstmals erwähnten Komturei (Kommende) sind Teilbauten aus dem späten 12. und 13. Jahrhundert und damit die Struktur einer mittelalterlichen Ordensburg weitgehend erhalten geblieben. In der Gegenwart ist die Kommende im Besitz des Kantons Luzern und gilt gemäss Schweizerischem Kulturgüterschutzinventar als Kulturgut von nationaler Bedeutung.

## Geschichte

### Gründung im 12. Jahrhundert
Die früheste Erwähnung finden die Johanniter als hospitalis sancti Johannis in Hohenrein (Hospitaler des Heiligen Johannes in Hohenrain) in einer Schenkungsurkunde von 1182/83, wonach den Johannitern zu Hohenrain von den Erben eines Ludwigs von Malters ein Gut in Schongau vermacht wurde. Hieraus lässt sich schliessen, dass die Johanniter bereits einige Jahre zuvor im heutigen Hohenrain eine Niederlassung gegründet haben müssen. Bereits vor Ende des 12. Jahrhunderts befand sich vermutlich am Ort der Kommende Hohenrain der Sitz der Herren von Hohenrain-Wangen, die im Dienste der Freiherren von Eschenbach standen. Obschon zeitgenössische Quellen fehlen, ist anzunehmen, dass Rudolf von Hohenrain-Wangen seinen Stammsitz – wohl ein schlichter Wohnturm – dem Johanniterorden vermacht hatte und selber in den Orden eingetreten war. Die Familie von Hohenrain-Wangen lebte wohl fortan im Gebiet des heutigen Kleinwangens.

### Gebietszuwachs ab dem 13. Jahrhundert
Die Kommende Hohenrain liegt auf einer Anhöhe am damals wichtigen von Baden durch das Seetal führenden Weg nach Luzern, der weiter zur Gotthardroute führte. Neben dem Handel war das mittelalterliche Wegenetz auch für das Pilgerwesen bedeutsam. Die Kommende beherbergte Ordensbrüder, die sich auf den Kampf im Heiligen Land vorbereiteten, und bot Obdach und Pflege für Pilger. Dafür erhielt der Orden Spenden und Almosen. Da die geistlichen Ritterorden nicht den Gerichtsbarkeiten der Bischöfe und Äbte unterstanden, die oftmals aus politischen Gründen mit dem Interdikt belegt wurden, konnten die Ordensleute im Gegensatz zu den Priestern jederzeit die Sakramente spenden. Dieser Umstand machte sie wiederum für die Stiftung von Gütern seitens des Adels attraktiv. Nachweislich erhielt die Kommende Hohenrain Spenden von den Grafen von Habsburg, den Grafen von Kyburg, den Freiherren von Eschenbach und den Herren von Lieli. Durch die Zinspflicht der belehnten Güter – wie etwa der Vergaben von Boden an freie Bauern – erfolgten weitere Einnahmen. Mit zunehmendem Reichtum konnten die Johanniter weitere umliegende Gebiete erwerben oder abgelegene Besitzungen gegen an das eigene Territorium angrenzenden Boden tauschen. So besassen die Johanniter in Hohenrain im ausgehenden 13. Jahrhundert Güter in Hohenrain, Kleinwangen, Günikon, Ober- und Unterebersol, Ferren, Ottenhusen und Ibenmoos sowie das Kirchenpatronat in Hohenrain, Kleinwangen, Römerswil, Aesch, Dietwil, Abtwil und Seengen. In diesem zusammenhängenden Gebiet hatte die Kommende Hohenrain die niedere Gerichtsbarkeit (Twing) inne.

### Abhängigkeit ab dem 15. Jahrhundert
Bereits im 14. Jahrhundert zeichnete sich der wirtschaftliche Niedergang der Johanniter ab. Einerseits schränkten die Päpste die Privilegien der geistlichen Ritterorden vermehrt ein und andererseits stiegen die Abgaben innerhalb des Ordens. Die Verwaltung der eigenen Besitztümer in Hohenrain litt unter den verschwenderischen Lebensgewohnheiten, den andauernden Rechtsstreitigkeiten und der fortwährenden Abwesenheit der Komture, die entweder im Heiligen Land kämpften oder an den Ordenskapiteln weilten. Aufgrund der politischen Nähe der Johanniter zum Hause Habsburg, das auch die Schirmherrschaft über die Kommende Hohenrain hatte, verschlechterte sich die Beziehung der Johanniter in Hohenrain zur Stadt Luzern zusehends, vor allem nach der Schlacht bei Sempach. Schliesslich schloss die verschuldete Kommende Hohenrain im Jahre 1413 einen Burgrechtsvertrag mit der Stadt Luzern, wonach sie fortan unter dem Schutz von Luzern stand. Damit wurden die Johanniter in Hohenrain gegenüber Luzern steuerpflichtig. Luzern konnte nun bei Abwesenheit des Komturs in Hohenrain einen Statthalter einsetzen und die Gerichtsbarkeit ausserhalb der Kommendenmauern übernahm der von Luzern eingesetzte Vogt von Rothenburg. Im Jahre 1472 kam die Johanniterkommende Reiden unter die Verwaltung von Hohenrain. 1523 untersuchte der Luzerner Rat die Verwaltung der Kommende Hohenrain, da der Komtur zu Hohenrain dem reformierten Bern gegen Bezahlung einige Güter abgetreten hatte. In der Folge übernahm Luzern die Verwaltung der Kommende gänzlich. Während des Ersten Kappelerkriegs stationierte Luzern starke Truppenteile in Hohenrain, um einen möglichen Angriff Zürichs abzuwehren. Nach dem Zweiten Kappelerkrieg banden die katholischen Orte die Ordenskommenden noch stärker an sich und setzten Vögte als Verwalter ein. Mit den Auflagen die Schulden zu tilgen, die Gebäude instand zu halten und künftig Luzerner Bürger in den Orden aufzunehmen, gab Luzern aber 1542 die Kommende Hohenrain dem Johanniterorden zurück. Diese Auflagen wurden allerdings nicht umgesetzt und die Zustände blieben stets desolat. 1644 wurde der Luzerner Franz von Sonnenberg Komtur von Hohenrain. Er wurde später zum Grossprior der deutschen Johanniter ernannt.

### Auflösung im 19. Jahrhundert
Mit den grossen Umbrüchen der Helvetischen Republik von 1798 und der damit verbundenen Auflösung der Feudalherrschaft verlor die Kommende Hohenrain ihre Gerichtsbarkeit und die Grundlasten – die Abgaben, welche die Bevölkerung bis anhin zu leisten hatte – wurden aufgehoben. Die Kommende wurde in diesem Jahr dem neu geschaffenen Distrikt Hochdorf zugeteilt und ab 1803 als eine eigenständige Gemeinde im neuen Amt Hochdorf geführt. Mit der neuen staatlichen Ordnung von Napoleon Bonaparte verlor der Johanniterorden im Jahre 1803 seine gesamten Ländereien. Der Orden selbst wurde allerdings nicht aufgelöst, was Luzern daran hinderte, die Kommende vollständig zu übernehmen. 1806 bemächtigte sich Luzern aber der Kollatur in Hohenrain (die es in der Folge 1879 den Gemeinden überliess) und kaufte Schulden der Kommende auf. Am 1. August 1807 liquidierte Luzern schliesslich die Kommende Hohenrain aufgrund des verschuldeten Zustands und deren Verwaltung ging an die Luzernische Finanzkammer über. Der letzte Komtur wurde bis zu seinem Tode 1819 auf der Kommende belassen, verfügte aber über keinerlei Rechte mehr. Hernach wurden Teile der Gebäulichkeiten zeitweilig als Amtshaus genutzt. Nach der Internierung der Bourbaki-Armee 1871 wurden internierte Soldaten nach Hohenrain gebracht und fanden in den Räumen der ehemaligen Johanniterkommende eine vorübergehende Unterkunft.

## Gebäude

### Aufbau der Kommende
Die Kommende Hohenrain besteht im Kern aus dem Turm "Roten" und der Kirche St. Johannes der Täufer (Johanniterkirche). Zwischen Turm und Kirche steht das Moserhaus, nach dem gleichnamigen Gastwirt, der im 19. Jahrhundert die dortige Burgschenke betreute. Im Norden liegt das Torhaus (Pächterhaus) über dem inneren Tor mit dem angebauten ehemaligen Pfarrhaus. Im Süden befindet sich das Komturhaus, das die ehemaligen Wohnräume der Komture beinhaltet. Umschlossen war die Kommende mit einer Ringmauer, die im Nordwesten am einzigen erhaltenen Rundturm noch sichtbar ist.

### Turm Roten
Als einfacher Wohnturm ist der Turm Roten wohl ab 1150 erbaut worden. Spätestens um 1300 erfolgte eine vorkragende hölzerne Aufstockung unter einem Walmdach. Bis 1490 wurde der Turm wohl zur heutigen Form ausgebaut. Derzeit befindet sich im Erdgeschoss eine Bibliothek, im ersten Obergeschoss eine getäferte Stube, im zweiten Obergeschoss der historische Rittersaal mit Fresken und Bildern zur Geschichte des Johanniterordens und im Dachgeschoss eine gotische Stube mit gewölbter Holzdecke, die mit Inschriften aus dem 16. Jahrhundert versehen ist.

### Kirche St. Johannes der Täufer
Die Johanniterkirche, wohl aus dem Ende des 12. Jahrhunderts auf einer karolingischen Saalkirche beruhend, fand 1230 erstmals Erwähnung. 1694 wurde die Kirche im barocken Stil umgebaut und 1899/1900 mit Stuckaturen im Rokokostil versehen. 1963 trat die Kirchgemeinde die Johanniterkirche, die noch bis zum Jahr 1965 die Pfarrkirche von Hohenrain blieb, mit Pfarrhaus und Umgebung an den Kanton Luzern ab. Der barocke Innenausbau mit der Kanzel sowie den aus dem 18. Jahrhundert stammenden drei Altären mit ihren Marien- und Heiligenstatuen aus Stuckmarmor ist bis in die Gegenwart unverändert erhalten. In einem der Altäre steht als Reliquie die Darstellung eines Johanneshaupts, dessen Original aus dem 15. Jahrhundert sich in der Kapelle Ottenhusen befindet.

## Heutige Nutzung
Ab 1847 dienten die historischen Gebäude als Kantonale Taubstummenanstalt und ab 1942 auch als Erziehungsheim. 1961 erfolgte ein erster, 1980 ein zweiter Erweiterungsbau. Die 1966 in Kantonale Sonderschulen umbenannte Institution nutzt bis in die Gegenwart – unter dem Namen Heilpädagogisches Zentrum (HPZ) – einen Teil der ehemaligen Johanniterkommende Hohenrain. Das HPZ ist für die Verwaltung und Vermietung der historischen Räumlichkeiten zuständig. Der Turm Roten beheimatet zudem die Schul- und Gemeindebibliothek.
Am südwestlichen Abhang der Kommende Hohenrain gedeiht ein Rebberg. Von der Mitte des 14. Jahrhunderts bis 1860 wurde in Hohenrain Weinbau betrieben. 1975 wurde diese Tradition von der seit 1969 ansässigen Kantonalen Landwirtschafts- und Maschinenschule – die in der Gegenwart den Namen Berufsbildungszentrum (BBZ) trägt – wieder belebt und seitdem wird Wein unter der Bezeichnung Johanniterkommende Hohenrain hergestellt.
Seit dem Jahr 2000 unterhält der «Verein Turm Roten» im Dachgeschoss des namensgebenden Gebäudes eine teilweise wechselnde Ausstellung mit jeweils lokalem Themenbezug, welche der Öffentlichkeit an ausgewählten Tagen zur Besichtigung offensteht.